# Spharagemon bunites
Spharagemon bunites es una especie de saltamontes de la subfamilia Oedipodinae, familia Acrididae. Esta especie se distribuye en Norteamérica (California y Baja California).